# Jacob Johnson (politiker)
Jacob Johnson, född 1 november 1847 i Ålborg i Danmark, död 15 augusti 1925 i Salt Lake City i Utah, var en amerikansk republikansk politiker.
Johnson var ledamot av USA:s representanthus 1913–1915.
Johnson kom till USA 1854 och blev amerikansk medborgare 1868 i Kalifornien. Han studerade juridik och inledde 1877 sin karriär som advokat i Utahterritoriet. Från 1880 till 1888 tjänstgjorde han som federal åklagare. Senare tjänstgjorde han som domare i Utah. År 1913 tillträdde han som kongressledamot och efterträddes 1915 av James Henry Mays. Jacob Johnsons hus är det största huset i Spring City i Sanpete County.